# Dalodesmidae
Dalodesmidae é uma família de milípedes pertencente à ordem Polydesmida, contendo pelo menos 250  espécies encontradas no Hemisfério Sul.

## Distribuição
Espécies de Dalodesmidae são encontradas em Austrália (mais de 100 espécies), Madagascar, Nova Caledônia, Nova Zelândia, África do Sul e sul da América do Sul (Chile e sul do Brasil).

## Classificação
Dalodesmidae é uma das principais famílias da ordem Polydesmida, com pelo menos 55 gêneros e 250 espécies William Shear (com algumas estimativas de até 340 espécies. Está relacionado com a pequena família Vaalogonopodidae (8 espécies) com a qual forma a subordem Dalodesmidea.
A taxonomia é baseada principalmente na estrutura dos gonópodes machos.
Abaixo está a lista de espécies em janeiro de 2014.
- Abatodesmus
- Allawrencius
- Anthogonopus
- Antisoma
- Asphalidesmus
- Atalopharetra
- Atopodesmus
- Atrophotergum
- Blysmopeltis
- Broelemannosoma
- Bromodesmus
- Canacophilus
- Chiliosoma
- Cyphomeskelus
- Dalodesmus
- Dasystigma
- Dendrocaffrus
- Dityloura
- Doryskelus
- Drakensius
- Eparmatolophus
- Erythrodemus
- Eutubercularium
- Gasterogramma
- Gephyrodesmus
- Ginglymodesmus
- Gnomeskelus
- Gonokollesis
- Harpethrix
- Hemiphygoxerotes
- Icosidesmus
- Ischnocaffrus
- Kuschelodesmus
- Lissodesmus
- Microporus
- Mikroporus
- Monenchodesmus
- Notonaia
- Notonesiotes
- Oeciaconus
- Orthorhachis
- Pacificosoma
- Paredrodesmus
- Paurodesmus
- Pelmatotylus
- Peninsularia
- Perbrinckiella
- Philocaffrus
- Platytarropus
- Platytarrus
- Pleonarius
- Pristomeskelus
- Procophorella
- Pseudoprionopeltis
- Pseudothelydesmus
- Queenslandesmus
- Rhopaloskelus
- Schubartina
- Semnosoma
- Sphaerotrichopus
- Stenauchenia
- Tasmaniosoma
- Tasmanopeltis
- Tongodesmus
- Trematocaffrus
- Trienchodesmus
- Tubercularium
- Tzitzikamina
- Vanhoeffenia
- Victoriombrus